# Deian Sorescu
Deian Sorescu (ur. 29 sierpnia 1997 w Moldova Nouă) – rumuński piłkarz, występujący na pozycji napastnika lub obrońcy w  klubie Gaziantep FK do którego jest wypożyczony z Rakowa Częstochowa.

## Kariera piłkarska

### Raków Częstochowa
19 stycznia 2022 Dinamo Bukareszt ogłosiło transfer Sorescu do Rakowa Częstochowa, a dwa dni później polska drużyna potwierdziła podpisanie trzyipółletniej umowy. Debiut w Ekstraklasie zanotował 12 lutego 2022, w wyjazdowym zwycięstwie 1:0 nad Radomiakiem Radom. 2 maja tego samego roku zdobył swoje pierwsze trofeum w karierze po tym, jak w finale Pucharu Polski pokonał Lecha Poznań 3:1.
Sorescu zadebiutował w Europie 21 lipca 2022, rozpoczynając od pokonania 5:0 u siebie FK Astany w drugiej rundzie kwalifikacyjnej Ligi Konferencji Europy UEFA; w 21. minucie tegoż meczu dostał czerwoną kartkę. W sezonie 2022/2023 Raków został mistrzem Polski, w tymże sezonie, pomiędzy lipcem a listopadem 2022, Sorescu wystąpił w 11 meczach ligowych, zdobywając 2 gole. 5 lipca 2023, po powrocie z wypożyczenia z FCSB, ponownie został włączony do kadry Rakowa na mecze Ekstraklasy.

### FCSB
W dniu 14 stycznia 2023 Sorescu powrócił do ligi rumuńskiej, podpisując kontrakt z FCSB, na wypożyczenie do końca sezonu. Zadebiutował osiem dni później, w wyjazdowym zwycięstwie 1:0 nad Hermannstadt i strzelił swojego pierwszego gola w meczu przeciwko Argeș Pitești 26 lutego. 25 maja 2023, po tym jak jego klub zapewnił sobie drugie miejsce w Lidze I, właściciel FCSB Gigi Becali publicznie oświadczył, że nie aktywuje klauzuli transferowej Sorescu, która wynosiła 900 000 euro.

## Sukcesy

### Raków Częstochowa
- Mistrzostwo Polski: 2022/2023[6]

- Puchar Polski: 2021/2022
- Superpuchar Polski: 2022